# Janusz Kondrat
Janusz Kondrat (ur. 3 czerwca 1954 w Środzie Śląskiej) – polski szermierz, szablista, brązowy medalista mistrzostw świata (1979), drużynowy mistrz Polski.

## Kariera sportowa
Karierę rozpoczął w Nadoodrzu Zielona Góra (1962-1975), gdzie sekcję szermierki założył jego ojciec, Eugeniusz. Następnie reprezentował barwy Legii Warszawa (1972-1975) i Marymontu Warszawa (1975-1983). Jego największym sukcesem w karierze był brązowy medal w turnieju drużynowym na mistrzostwach świata w Melbourne w 1979. Z Legią wywalczył wicemistrzostwo Polski drużynowo w 1975, z Marymontem zdobył mistrzostwo Polski w turnieju drużynowym w 1977 i 1978 oraz brązowy medal MP indywidualnie i drużynowo w 1979. W latach 80. wyjechał do Francji, był zawodnikiem, a następnie trenerem w Masque de Fer de Lyon (1982-1989) i od 1989 Escrime Ecully.
Szermierzem był także jego brat, Aleksander, wicemistrz i brązowy medalista mistrzostw Polski w drużynowym turnieju floretowym (odpowiednio w 1975 i 1977 oraz 1974 i 1978).